# Sergej Martsjoek
Sergej Vasiljevitsj Martsjoek (Russisch: Сергей Васильевич Марчук) (Moskou, 13 april 1952 - aldaar, 25 augustus 2016) was een Russisch langebaanschaatser.
Sergej Martsjoek was tussen 1973 en 1980 actief in de internationale schaatssport. Hij werd daarbij eenmaal Europees kampioen allround (1978) en pakte twee bronzen medailles op allroundkampioenschappen (WK 1978 en EK 1979). Martsjoek schaatste in 1977 een tijd van 3.56,65 op de 3000 m op de Medeo-ijsbaan van Alma-Ata, dat was aanzienlijk sneller dan Ard Schenk toen deze 4.08,3 het wereldrecord destijds verbeterde. Het toernooi werd niet goedgekeurd door de International Skating Union (ISU) en dus werd zijn tijd niet erkend als wereldrecord. Het zou vijftien jaar duren voordat iemand, officieel of officieus, deze tijd verbeterde. Dit gebeurde op 3 april 1992, toen Thomas Bos een officieel wereldrecord schaatste van 3.56,16 op de Olympic Oval, de indoor arena in Calgary, Canada. Verder stond hij vanaf april 1977 bijna een jaar lang aan de top van de Adelskalender. Martsjoek werd allround kampioen van de Sovjet-Unie in 1977, 1978 en 1979.

## Adelskalender
Van 3 april 1977 tot 19 maart 1978 was Sergej Martsjoek aanvoerder van de Adelskalender. Daarmee heeft hij 350 dagen aan de top van de lijst gestaan.
Hieronder staan de persoonlijke records (PR's) waarmee Sergej Martsjoek aan de top van de Adelskalender kwam en de PR's die hij had staan toen hij van de eerste plek verdreven werd. Tevens zijn de gegevens weergegeven van de schaatsers die voor en na hem aan de top van de lijst stonden.
| Datum      | 500 m | 1500 m  | 5000 m  | 10.000 m | Punten  | Voorganger / Opvolger |
| ---------- | ----- | ------- | ------- | -------- | ------- | --------------------- |
| 20-03-1977 | 38,07 | 1.55,18 | 7.01,16 | 14.52,84 | 163,221 | Jan Egil Storholt     |
| 03-04-1977 | 38,45 | 1.56,4  | 6.58,88 | 14.39,56 | 163,116 |                       |
| 19-03-1978 | 38,07 | 1.55,18 | 7.01,16 | 14.49,26 | 163,042 | Jan Egil Storholt     |

## Resultaten
| Jaar | EK Allround | Olympische Spelen               | WK Allround |
| ---- | ----------- | ------------------------------- | ----------- |
| 1973 |             |                                 | 14e         |
| 1974 |             |                                 |             |
| 1975 |             |                                 |             |
| 1976 | 9e          | 13e 1500m 14e 5000m 11e 10.000m | 8e          |
| 1977 | 6e          |                                 | 4e          |
| 1978 | Goud        |                                 | Brons       |
| 1979 | Brons       |                                 | NC17        |
| 1980 |             |                                 | 10e         |

- = geen deelname
NC17 = niet gekwalificeerd voor de laatste afstand, maar wel als 17e geklasseerd in de eindrangschikking

### Medaillespiegel
| Kampioenschap     | Goud · | Zilver · | Brons · |
| ----------------- | ------ | -------- | ------- |
| EK Allround       | 1      | 0        | 1       |
| Olympische Spelen | 0      | 0        | 0       |
| WK Allround       | 0      | 0        | 1       |

Rudolf Ericson · Peder Østlund · Jaap Eden · Oscar Mathisen · Ivar Ballangrud · Michael Staksrud · Åke Seyffarth · Nikolaj Mamonov · Hjalmar Andersen · Boris Sjilkov · Dmitri Sakoenenko · Juhani Järvinen · Knut Johannesen · Jonny Nilsson · Per Ivar Moe · Eduard Matoesevitsj · Ard Schenk · Kees Verkerk · Magne Thomassen · Hans van Helden · Vladimir Lobanov · Jan Egil Storholt · Sergej Martsjoek · Vladimir Belov · Eric Heiden · Viktor Sjasjerin · Andrej Bobrov · Nikolaj Goeljajev · Michael Hadschieff · Eric Flaim · Johann Olav Koss · Falko Zandstra · Rintje Ritsma · Gianni Romme · Jochem Uytdehaage · Chad Hedrick · Sven Kramer · Shani Davis · Patrick Roest
Onofficiële Europese kampioenschappen

1891: Onbeslist ·
1892: Onbeslist · 
1946: Göthe Hedlund 

Officiële Europese kampioenschappen

1893: Rudolf Ericson · 
1894: Onbeslist ·
1895: Alfred Næss · 
1896: Julius Seyler · 
1897: Julius Seyler · 
1898: Gustaf Estlander · 
1899: Peder Østlund · 
1900: Peder Østlund · 
1901: Rudolf Gundersen · 
1902: Johan Schwartz · 
1903: Onbeslist ·
1904: Rudolf Gundersen · 
1905: Johan Vikander · 
1906: Rudolf Gundersen · 
1907: Moje Öholm · 
1908: Moje Öholm · 
1909: Oscar Mathisen · 
1910: Nikolaj Stroennikov · 
1911: Nikolaj Stroennikov · 
1912: Oscar Mathisen · 
1913: Vasilij Ippolitov · 
1914: Oscar Mathisen · 
1922: Clas Thunberg · 
1923: Harald Strøm · 
1924: Roald Larsen · 
1925: Otto Polacsek · 
1926: Julius Skutnabb · 
1927: Bernt Evensen · 
1928: Clas Thunberg · 
1929: Ivar Ballangrud · 
1930: Ivar Ballangrud · 
1931: Clas Thunberg · 
1932: Clas Thunberg · 
1933: Ivar Ballangrud · 
1934: Michael Staksrud · 
1935: Karl Wazulek · 
1936: Ivar Ballangrud · 
1937: Michael Staksrud · 
1938: Charles Mathiesen · 
1939: Alfons Bērziņš · 
1947: Åke Seyffarth · 
1948: Reidar Liaklev · 
1949: Sverre Farstad · 
1950: Hjalmar Andersen · 
1951: Hjalmar Andersen · 
1952: Hjalmar Andersen · 
1953: Kees Broekman · 
1954: Boris Sjilkov · 
1955: Sigge Ericsson · 
1956: Jevgeni Grisjin · 
1957: Oleg Gontsjarenko · 
1958: Oleg Gontsjarenko · 
1959: Knut Johannesen · 
1960: Knut Johannesen · 
1961: Viktor Kositsjkin · 
1962: Robert Merkoelov · 
1963: Nils Egil Aaness · 
1964: Ants Antson · 
1965: Eduard Matoesevitsj · 
1966: Ard Schenk · 
1967: Kees Verkerk · 
1968: Fred Anton Maier · 
1969: Dag Fornæss · 
1970: Ard Schenk · 
1971: Dag Fornæss · 
1972: Ard Schenk · 
1973: Göran Claeson · 
1974: Göran Claeson · 
1975: Sten Stensen · 
1976: Kay Arne Stenshjemmet · 
1977: Jan Egil Storholt · 
1978: Sergej Martsjoek · 
1979: Jan Egil Storholt · 
1980: Kay Arne Stenshjemmet · 
1981: Amund Sjøbrend · 
1982: Tomas Gustafson · 
1983: Hilbert van der Duim · 
1984: Hilbert van der Duim · 
1985: Hein Vergeer · 
1986: Hein Vergeer · 
1987: Nikolaj Goeljajev · 
1988: Tomas Gustafson · 
1989: Leo Visser · 
1990: Bart Veldkamp · 
1991: Johann Olav Koss · 
1992: Falko Zandstra · 
1993: Falko Zandstra · 
1994: Rintje Ritsma · 
1995: Rintje Ritsma · 
1996: Rintje Ritsma · 
1997: Ids Postma · 
1998: Rintje Ritsma · 
1999: Rintje Ritsma · 
2000: Rintje Ritsma · 
2001: Dmitri Sjepel · 
2002: Jochem Uytdehaage · 
2003: Gianni Romme · 
2004: Mark Tuitert · 
2005: Jochem Uytdehaage · 
2006: Enrico Fabris · 
2007: Sven Kramer · 
2008: Sven Kramer · 
2009: Sven Kramer · 
2010: Sven Kramer · 
2011: Ivan Skobrev · 
2012: Sven Kramer · 
2013: Sven Kramer · 
2014: Jan Blokhuijsen · 
2015: Sven Kramer · 
2016: Sven Kramer · 
2017: Sven Kramer · 
2019: Sven Kramer · 
2021: Patrick Roest · 
2023: Patrick Roest · 
2025: Sander Eitrem